# Temnothorax stenotyle
Temnothorax stenotyle is een mierensoort uit de onderfamilie van de Myrmicinae. De wetenschappelijke naam van de soort is voor het eerst geldig gepubliceerd in 1956 door Cole.